# 郡司勇
郡司 勇（ぐんじ いさむ、1960年 - ）は、日本の建築士（一級建築士）、温泉評論家。全日本温泉研究会会長。

## 経歴
東京理科大学卒業。学生時代の趣味であるオフロードバイクを乗っていた時代から温泉巡りを始める。
TVチャンピオンの「全国温泉通選手権」で第3回大会から第5回大会まで3連覇を成し遂げ、温泉評論家としての活動をスタートさせた。主な活動として、温泉評論本の執筆および評論文の寄稿、サイトの運営、講演などを行っている。
2010年10月、『究極の温泉【伝統建築篇】』をアーキメディア社から出版した。
得技は利き湯で、飲泉により温泉地をほぼ特定できる。泉質はツルツル、ヌルヌルする温泉が好み。

## 著書
- 『日本全国マル秘湯112選』（辰巳出版、1999年） ISBN 4886414265
- 『温泉チャンピオン・郡司勇が選ぶ一湯入魂温泉』（山と渓谷社、2003年） ISBN 4635242013
- 『秘湯、珍湯、怪湯を行く! : 温泉チャンピオン6000湯の軌跡』（角川書店、2005年） ISBN 4047100129
- 『究極の温泉【伝統建築篇】』（アーキメディア、2010年） ISBN 9784904166123
- 『達人が選ぶ名湯宿60選』（エクスカレッジ、2014年）　ISBN 9784767818535